# تنسبرگ
تنسبرگ (به لاتین: Tønsberg) یک سکونتگاه مسکونی در نروژ است که در وستفولد واقع شده‌است.

## خصوصیات
تنسبرگ ۱۰۷ کیلومترمربع مساحت و ۱۱۹٬۹۹۲ نفر جمعیت دارد.